# Terry Bradshaw
Vous lisez un « bon article » labellisé en 2017.
Pour les articles homonymes, voir Bradshaw.
College Football Hall of Fame 1996
Pro Football Hall of Fame 1989
(en) Statistiques sur pro-football-reference
Terry Paxton Bradshaw, né le 2 septembre 1948 à Shreveport en Louisiane, est un joueur américain de football américain qui évoluait au poste de quarterback pour les Steelers de Pittsburgh entre 1970 et 1983. Il joue pendant toute sa carrière avec les Steelers et remporte avec la franchise quatre Super Bowls en six ans (IX, X, XIII et XIV).
Dès l'université, avec les Bulldogs de Louisiana Tech, Terry Bradshaw impressionne et est considéré comme le meilleur jeune joueur du pays. Après avoir remporté le Grantland Rice Bowl (en) contre Akron, il est sélectionné en première position de la draft 1970 de la NFL par les Steelers.
Après des débuts douloureux marqués par le désamour du public qui le conspue, le joueur répond sur le terrain par des succès. Entre 1974 et 1979, il contribue aux quatre titres de la suprématie des Steelers. Meilleur joueur de la saison 1978, il est considéré comme l'un des meilleurs quarterbacks de son époque. Intronisé au Pro Football Hall of Fame en 1989 et au College Football Hall of Fame en 1996, il est le premier quarterback à avoir remporté trois et quatre Super Bowls.
Doté d'un bras puissant, son style de jeu risqué suscite des critiques sur son manque d'intelligence. Cow-boy du Sud des États-Unis, il est un homme rural, croyant et caractériel. Bradshaw a enregistré plusieurs albums de musique country et été à l'affiche de plusieurs films en tant qu'acteur, ce qui lui vaut d'avoir une étoile au Hollywood Walk of Fame.
Peu de temps après sa retraite sportive en 1983, il devient commentateur et analyste sportif, poste qu'il occupe toujours aujourd'hui dans l'émission FOX NFL Sunday. Propriétaire entre 2001 et 2006 d'une écurie automobile évoluant en NASCAR, nommée FitzBradshaw Racing, il est toujours l'une des figures médiatiques du sport américain.

## Biographie

### Jeunesse
Terry Paxton Bradshaw est né le 2 septembre 1948 à Shreveport, en Louisiane. Il est le deuxième des trois fils de William « Bill » Marvin Bradshaw (1927–2014), vétéran de l'United States Navy, et de Novis Gay. Terry passe son enfance à Camanche, Iowa, où il se fixe l'objectif de devenir joueur de football américain professionnel. Il n'y a alors pas d'équipe de football américain dans la ville. Alors que ni son père ni ses frères ne partagent son amour du sport, le jeune Terry s'entraîne seul, à envoyer le ballon par-dessus la maison ou encore dans un seau. Il devient également scout à cette époque.
À son adolescence, il revient à Shreveport où il devient quarterback pour le lycée local : le Woodlawn High School. Il est d'abord jugé pas assez bon pour jouer dans l'équipe. Après deux saisons comme remplaçant, Bradshaw réalise le record de l'État pour le plus grand nombre de touchdowns à la passe avec 21 unités,,. Il détient également le record du plus long punt de l'école. Au printemps 1966, Terry Bradshaw bat le record national lycéen de lancer du javelot avec 74,68 mètres,. Une blessure au coude l'empêche de lancer en fin de saison. Il obtient plus de 200 bourses d'études universitaires en athlétisme mais les rejette et cherche un programme de football américain.

### Carrière universitaire de joueur de football américain

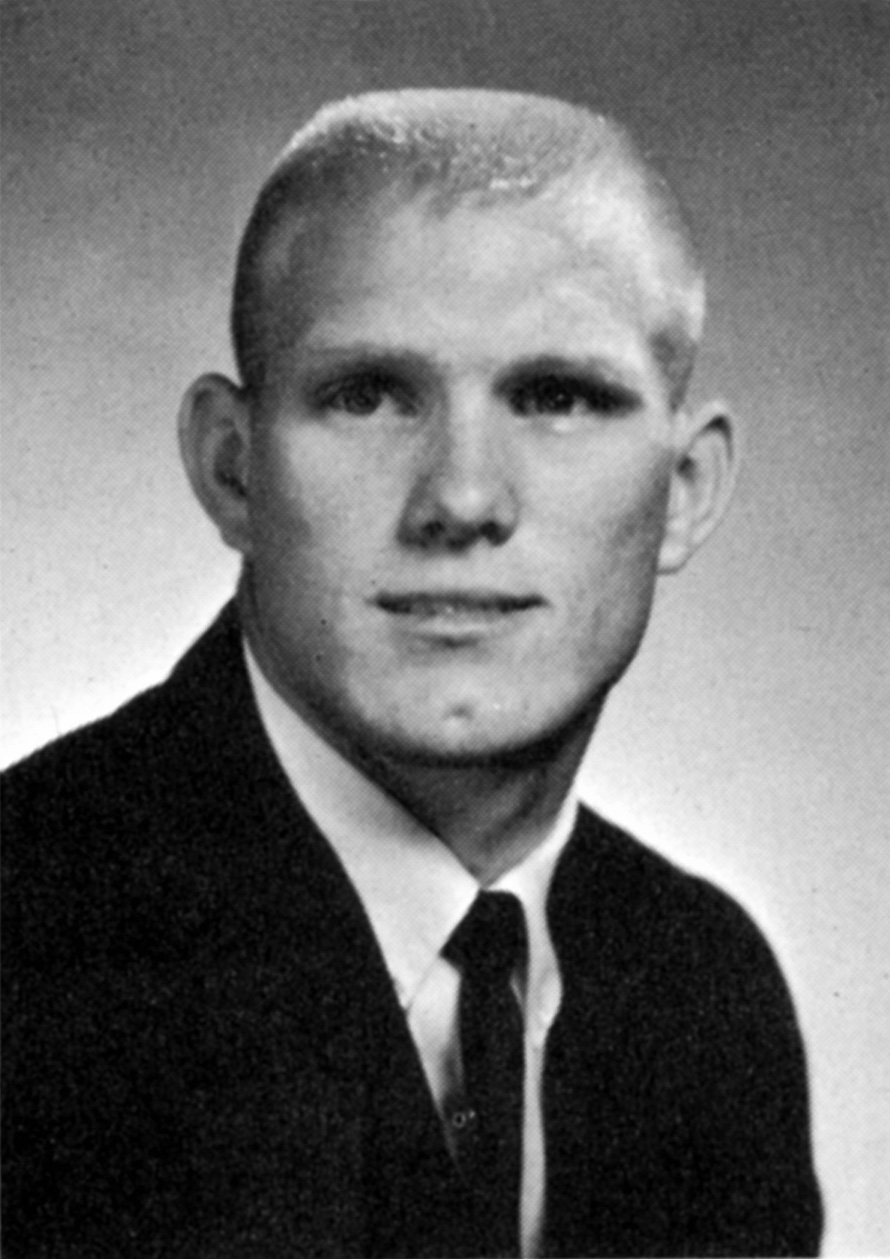
Portrait de Terry Bradshaw en 1967, alors qu'il est débutant à l'université de Louisiana Tech.

Parmi les grands campus universitaires intéressés pour recruter le jeune Bradshaw, il y a l'université Baylor, LSU, et l'université de Louisiana Tech. Baylor est une université baptiste, ce qui intéresse Terry Bradshaw. Lors de la visite du campus, un joueur de l'équipe de football américain lui montre qu'il cache des bières sous son lit, ce qui choque Bradshaw. Il n'est également pas très intéressé pour aller à LSU, où il sait qu'il va être remplaçant. Il rate à plusieurs reprises le concours d'admission pour lequel il n'étudie pas,.
Terry Bradshaw décide de rejoindre l'université de Louisiana Tech et de jouer pour les Bulldogs de Louisiana Tech. Il s'investit fortement auprès de la Tau Kappa Epsilon et au sein de l’Association des athlètes chrétiens, où il se forge une âme de meneur et de prêcheur. En tant que junior, il réalise un gain total de 2 890 yards et est le premier quarterback de la National Collegiate Athletic Association (NCAA) dans ce classement. Lors de cette saison, il mène son équipe à un bilan de 9 victoires et 2 défaites. Les Bulldogs jouent contre les Zips d'Akron lors du Rice Bowl et gagnent la partie sur le score de 33 à 13,.
En 1968 et 1969, il est désigné sportif de la Gulf States Conference. Lors de sa saison senior, en 1969, il avance de 2 314 yards, étant troisième quarterback de la nation. Son équipe termine avec 8 victoires et 2 défaites. Il est considéré par de nombreux recruteurs comme le meilleur joueur universitaire du pays et est élu dans l'équipe des meilleurs joueurs de l'année. Il joue également lors d'un Senior Bowl avec tous les meilleurs joueurs dans leur dernière année universitaire. Bradshaw complète 17 de ses 31 passes tentées pour un total de 267 yards, marque deux touchdowns et est désigné meilleur joueur du match,,.

### Carrière professionnelle de joueur de football américain

#### Débuts difficiles avec les Steelers de Pittsburgh (1970-1973)

##### Apprentissage douloureux
Terry Bradshaw est sélectionné en 1970 à la 1re place au premier tour par les Steelers de Pittsburgh. Les Steelers ont remporté ce choix de sélection après un tirage au sort avec les Bears de Chicago du fait que les deux équipes avaient un bilan identique d'une victoire pour 13 défaites,. Les Bears tentent de réaliser un échange pour récupérer le premier choix mais échouent. Bradshaw signe un contrat de cinq ans avec les Steelers pour 25 000 dollars par an avec une augmentation annuelle de 5 000 dollars. Il gagne également de l'argent en signant des autographes et en acceptant des contrats commerciaux.
Son premier match professionnel, contre les Oilers de Houston, montre à Terry Bradshaw la différence entre le football américain universitaire et le football américain professionnel. Alors qu'il a dominé physiquement tous les défenseurs universitaires, il doit apprendre à lire les défenses, à étudier le jeu à la vidéo et à comprendre le jeu,. En difficulté, il est hué et remplacé à la mi-temps par Terry Hanratty. Pour le reste de la saison, il partage son temps de jeu avec Terry Hanratty. L'équipe de Pittsburgh enchaîne les défaites, comme contre les Chiefs de Kansas City sur le score de 38 à 16. Lors de la dernière rencontre de la saison, Bradshaw se blesse lors d'un punt contre les Eagles de Philadelphie. Il termine sa première saison avec 6 touchdowns lancés à la passe et 24 interceptions,. Il ne complète que 38,1 % des passes tentées lors de sa première saison dans la ligue.
Les grands espoirs placés en lui se transforment en haine, Bradshaw est insulté dans les médias locaux et par ses propres supporteurs. Son intelligence est mise en doute et on le trouve stupide. On se moque également de lui lorsqu'il déclare dans les médias qu'il aime jouer pour une équipe de perdants,,. Bradshaw est également raillé à cause de ses origines rurales.

##### Immaculate Reception

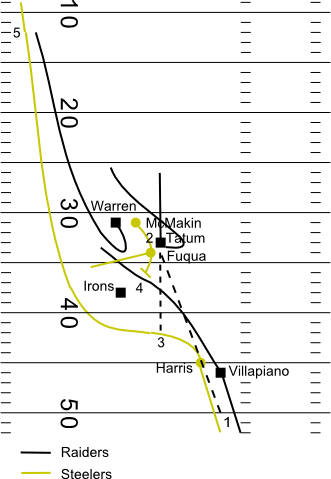
Schéma des courses de l'Immaculate Reception. Les pointillés représentent la tentative de passe de Terry Bradshaw pour John Fuqua (1) avant la confusion qui s'ensuit qui va faire entrer cette action dans l'histoire.

Lors de sa deuxième saison, en 1972, Terry Bradshaw devient titulaire au poste de quarterback. Le jeune joueur récompense la confiance qui lui est portée par une superbe saison pour un jeune quarterback et montre des signes d'amélioration. Il marque 13 touchdowns, réussit 203 passes sur 373 tentatives et gagne 2 259 yards à la passe. Les Steelers de Pittsburgh terminent la saison avec 11 victoires pour 3 défaites et se qualifient pour les matchs éliminatoires en s'appuyant essentiellement sur son jeu de course.
Lors de la première rencontre à éliminatoire, Bradshaw lance l'Immaculate Reception, une passe réceptionnée par Franco Harris qui reste l'une des actions les plus célèbres de l'histoire de la NFL,. Le quarterback vise d'abord Barry Pearson mais il est couvert par la défense. Bradshaw voit alors son fullback John Fuqua seul au milieu du terrain et lance le ballon au milieu du terrain. Le défenseur Jack Tatum arrive en même temps que Fuqua sur le ballon, qui lui rebondit sur l'épaule, et semble tomber par terre. Franco Harris attrape le ballon juste avant qu'il touche le sol et court jusqu'à la end zone pour marquer le touchdown,. Après une polémique arbitrale pour savoir si Pearson a ou non touché le ballon et annulé la passe pour Harris, le touchdown est finalement validé pour Bradshaw.
En finale de conférence, Bradshaw et ses coéquipiers s'inclinent sur le score de 21 à 17 contre les Dolphins de Miami, qui remportent le Super Bowl VII et terminent leur saison invaincus. Les Steelers marquent leur premier touchdown sur un fumble de Terry Bradshaw recouvert par Gerry Mullins dans la end zone. Menés, les Steelers ont deux possessions offensives mais Bradshaw est intercepté par Nick Buoniconti sur la première et arrêté par Mike Kolen sur la deuxième.

« J'ai eu trois années jusqu'ici. Une année de frustration, une année où j'ai appris à faire des passes et une année pour apprendre comment mener. Peut-être que l'année prochaine je pourrai apprendre à tout faire à la fois. Alors, peut-être que je serai capable de les rendre tous fous. »

— Terry Bradshaw,
La saison 1973 de Bradshaw est dans la continuité. Le quarterback montre des signes de progression, menant l'équipe à un bilan de 10 victoires et 4 défaites et lance pour 1 183 yards malgré une séparation de son épaule qui lui fait manquer quatre rencontres. Qualifié pour la phase finale, il ne peut éviter la défaite 33 à 14 de son équipe face aux Raiders d'Oakland au premier tour malgré deux touchdowns marqués à la passe.

#### Début de suprématie (1974-1975)

##### Concurrence et premier Super Bowl
En 1974, après la grève d'avant-saison, Bradshaw perd temporairement sa place de titulaire contre Joe Gilliam qui réalise un très bon début de saison. Bradshaw annonce publiquement alors qu'il souhaite être échangé. Gilliam remporte quatre des six premières rencontres qu'il joue mais il rencontre des problèmes hors des terrains,. Il est écarté par Chuck Noll qui rend à Bradshaw son poste de titulaire. Le Blonde Bomber retrouve l'équipe offensive des Steelers et il gagne avec l'équipe huit des neuf derniers matchs de la saison. Dans une saison compliquée, il s'illustre contre les Saints de La Nouvelle-Orléans en inscrivant trois touchdowns, deux à la passe et un à la course, dans une rencontre télévisée nationalement.
Lors de la finale de la conférence AFC, contre les Raiders d'Oakland, Bradshaw inscrit un touchdown décisif avec une passe pour Lynn Swann. Qualifiés pour le Super Bowl, Bradshaw et ses coéquipiers affrontent les Vikings du Minnesota lors du Super Bowl IX. Le quarterback complète 9 de ses 14 passes et marque un touchdown décisif à la passe pour sécuriser la victoire sur le score de 16 à 6. Bradshaw remporte son premier Super Bowl.

##### Deuxième Super Bowl
Contesté la saison précédente, Terry Bradshaw ne l'est plus lors de la saison 1975. Titulaire indiscutable, il lance pour 18 touchdowns pour seulement 9 interceptions. Le 4 janvier 1976, il devient le deuxième quarterback de l'histoire à terminer une rencontre avec une évaluation parfaite lors d'une victoire des Steelers de Pittsburgh contre les Colts de Baltimore sur le score de 40 à 14,. La domination des Steelers est offensive et défensive, le Steel Curtain domine et Bradshaw trouve Lynn Swann facilement. L'équipe gagne 12 rencontres et ne subit que deux défaites, l'une contre O. J. Simpson et les Bills de Buffalo et l'autre lors de la dernière rencontre de la saison, une partie sans enjeu. Terry Bradshaw est sélectionné pour la première fois de sa carrière au Pro Bowl.
Dans la rencontre du championnat AFC contre les Raiders d'Oakland, les Steelers remportent une bataille de tranchées dans un climat glacial sur le score de 16 à 10. Dans cette rencontre, Terry Bradshaw subit un traumatisme crânien qui, toutefois, ne l'empêche pas d'être disponible pour le Super Bowl.
Lors du Super Bowl X, Bradshaw est aidé par le wide receiver Lynn Swann dont la vitesse et l'agilité sont une menace importante pour la défense adverse. Dans le premier quart-temps, Bradshaw envoie à Swann une longue passe pour un gain de 32 yards. À la fin du quatrième quart temps, alors qu'il reste moins de 4 minutes, les Steelers font face à une troisième tentative et 4 yards à gagner. Terry Bradshaw tente et réussit une longue passe que Swann réceptionne pour un touchdown de 74 yards. En lançant l'une des plus belles passes de l'histoire de la NFL, le quarterback subit un plaquage et un nouveau traumatisme crânien. Pittsburgh bat les Cowboys de Dallas sur le score de 21 à 17 et Bradshaw lance seulement 9 passes complétées pour un total de 209 yards dont 161 pour Swann,.

#### Période creuse (1976-1977)
En 1976, des blessures à la nuque et au poignet forcent Bradshaw à manquer plusieurs rencontres. Blessé, il ne joue pas bien. Après un début de saison difficile avec 3 défaites en 4 rencontres, on commence à douter des Steelers qui voient leurs adversaires jouer durement. Lors de la cinquième semaine de la saison, Terry Bradshaw est jeté au sol violemment après le coup de sifflet des arbitres par le défenseur des Browns de Cleveland Joe Jones et est obligé de manquer les six rencontres suivantes. Son retour est difficile avec une nouvelle blessure au poignet. Sa meilleure performance de la saison est dans l'opposition aux Patriots de la Nouvelle-Angleterre dans laquelle il inscrit trois touchdowns.
En barrages, les Steelers dominent les Colts d'Indianapolis sur le score de 40 points à 14 avec deux touchdowns à la passe pour Lynn Swann et un pour Frank Lewis. Lors du match de championnat AFC, ils perdent sur le score de 24 à 7 contre les Raiders d'Oakland, ce qui met fin au règne de Bradshaw et son équipe sur la conférence AFC.
Lors de la saison 1977, la National Football League modifie ses règles afin d'avantager les attaques et les jeux de passes,. Terry Bradshaw totalise 2 523 yards gagnés à la passe, son record en carrière. La défense de Pittsburgh s'adapte difficilement aux nouvelles règles mais l'équipe se qualifie tout de même pour les rencontres à élimination. Lors du premier tour de la phase finale, Bradshaw lance trois interceptions qui sont converties en points par ses adversaires, les Broncos de Denver, qui dominent les Steelers sur le score de 34 à 21.

#### Retour au sommet (1978-1979)

##### Meilleur joueur et troisième Super Bowl
Lors de la saison 1978, Bradshaw propulse son équipe au meilleur départ de son histoire. Sereinement, il mène son attaque avec le sourire et enchaîne les victoires. Le joueur réalise sa meilleure saison et est nommé meilleur joueur de l'année. Il complète 207 passes sur 368 tentatives pour 2 915 yards et marque 28 passes pour un touchdown. Malgré le fait qu'il lance 20 interceptions, il est nommé dans la meilleure équipe de la saison.
Au premier match éliminatoire, les Steelers de Pittsburgh sont opposés aux Broncos de Denver. La défense des Broncos piège Bradshaw en plaçant deux défenseurs sur son receveur principal Lynn Swann mais celui-ci trouve la clef en se connectant à plusieurs reprises avec John Stallworth et remporte la rencontre 33 à 10. En finale de la conférence AFC, les Steelers sont opposés aux Oilers de Houston au Three Rivers Stadium sous une forte pluie. Lors de cette rencontre, Bradshaw n'est pas plaqué et complète 11 des 19 passes tentées pour 200 yards et deux touchdowns, l'une pour Swann et l'autre pour Stallworth.
Le Super Bowl XIII tient toutes ses promesses avec 66 points cumulés, un record pour l'époque. Les adversaires des Steelers sont les Cowboys de Dallas. Avant la rencontre, le provocateur Thomas Henderson, surnommé « Hollywood », déclare : « Il [Bradshaw] est tellement stupide qu'il ne pourrait pas épeler cat même si on lui donnait le C et le T »,,,,.
Terry Bradhaw répond sur le terrain par un festival offensif de passes. Il inscrit un premier touchdown dans le premier quart-temps avec une passe de 28 yards pour John Stallworth. Il continue dans le deuxième quart-temps. Alors que les Cowboys sont en défense en homme-à-homme afin de réaliser des blitz sur Bradshaw, Stallworth casse un plaquage et transforme une passe de 10 yards en un touchdown de 75 yards, le plus long de l'histoire du Super Bowl. Bradshaw marque un troisième touchdown dans la première mi-temps en se connectant avec le running back Rocky Bleier. Le quarterback complète 17 passes sur 30 pour un record de 318 yards et inscrit quatre touchdowns pour une victoire 35 à 31,,,. Bradshaw est élu meilleur joueur de la rencontre. Alors que les Pirates de Pittsburgh remportent les World Series en baseball, la ville de Pittsburgh devient « la Ville des Champions »,.

##### Quatrième Super Bowl
Champion en titre, Terry Bradshaw poursuit sur sa lancée lors de la saison 1979 lors de laquelle il inscrit 26 touchdowns et avance pour 3 724 yards. Son style est plus risqué que jamais et il lance aussi 25 interceptions dans la saison, seulement trois équipes en ont lancé plus. Les Steelers terminent la saison avec 12 victoires et 4 défaites. Invaincu à domicile, il enchaîne les performances de haut niveau dans les succès 38 à 7 points contre les Oilers, 42 à 7 contre les Broncos de Denver, 38 à 7 contre les Redskins de Washington et 14 à 3 contre les Cowboys de Dallas lors d'une rencontre désignée comme le Super Bowl XIII½.
Lors de la première rencontre éliminatoire, ils battent les Dolphins de Miami avec 34 points marqués pour seulement 14 encaissés. Bradshaw marque deux touchdowns à la passe pour John Stallworth puis Lynn Swann dans le seul première quart-temps. La semaine suivante, il remporte un nouveau titre de conférence AFC en dominant les Oilers sur la marque de 27 à 13 et en ajoutant deux nouveaux touchdowns avec des passes pour Cunningham et Stallworth.
Lors du Super Bowl XIV, les Steelers de Pittsburgh affrontent les Rams de Los Angeles. Terry Bradshaw arrive à trouver son wide receiver favori Lynn Swann pour un touchdown sur une passe de 47 yards. Alors que les Steelers sont menés sur le score de 19 à 17 dans le dernier quart-temps, et faisant face à une troisième tentative et 8 yards à gagner, Bradshaw exécute le jeu risqué « 60 Prevent Slot Hook and Go » demandé par Chuck Noll,,. Bradshaw lance une longue passe de 39 yards que John Stallworth réceptionne et emmène dans la end zone pour un touchdown de 73 yards,. La défense des Steelers intercepte l'attaque des Rams et permet à Bradshaw d'ajouter un nouveau touchdown sur une longue passe de 45 yards à nouveau pour Stallworth. La rencontre se termine par une victoire de 31 à 19. Terry Bradshaw réalise le doublé et est désigné à nouveau meilleur joueur du Super Bowl.

#### Fin de carrière (1980-1983)
Sa fin de carrière est gâchée par plusieurs blessures, notamment à l'épaule. Lors de la saison 1980, Bradshaw commence à jouer avec des douleurs. Son épaule a besoin d'injections de cortisone avant chaque rencontre afin qu'il puisse lancer le ballon et jouer. En décembre 1981, dans le prolongement de son geste de lancer, sa main frappe le casque du défenseur des Raiders d'Oakland Rod Martin. Bradshaw reste sur le terrain pour un jeu offensif supplémentaire mais ne peut plus tenir le ballon et doit sortir. Il rate les matchs éliminatoires deux saisons de suite, mais parvient à revenir au plus haut niveau lors de la saison 1982, raccourcie par la grève. Il inscrit 17 touchdowns, le record de la ligue lors de cette saison. Opposés aux Chargers de San Diego, les Steelers de Pittsburgh s'inclinent sur le score de 31 à 28, Terry Bradshaw réussit la dernière grande performance de sa carrière avec 28 passes complétées sur 39 tentatives et un total de 325 yards gagnés à la passe, deux touchdowns inscrits et deux interceptions.
Lourdement blessé à l'épaule, Terry Bradshaw ne peut plus lancer le ballon de football américain. Il essaie plusieurs traitements et la machine Acuscope semble guérir son épaule. Il ne joue qu'un peu moins de 16 minutes lors de la saison 1983 et termine sa carrière en lançant deux touchdowns le 10 décembre 1983 contre les Jets de New York. Il sort lors de cette rencontre après un choc avec le defensive end Mark Gastineau et revient sur le terrain en grande souffrance. Alors que son épaule ne répond plus à son traitement, il doit mettre fin à sa carrière en juillet 1984 et déclare : « Je ne pars pas pour une saison. Je pars pour toujours. Je le regrette mais cela doit être fait. »,. Le président des Steelers Dan Rooney déclare à son propos : « Terry était un excellent joueur et un talent rare. Son enthousiasme et sa confiance étaient des facteurs importants dans notre succès »,.

### Consultant télévisuel
Entre 1980 et 1982, Terry Bradshaw est commentateur invité de la CBS lors de rencontres éliminatoires de la conférence NFC alors que les Steelers de Pittsburgh sont éliminés. Après sa retraite de sportif professionnel en 1984, il signe rapidement un contrat pour devenir commentateur sportif pour la CBS. Bradshaw est promu analyste dans le studio de The NFL Today en 1990. Au début des années 1990, il anime deux séquences lors des émissions Fox NFL Sunday, la première Ten Yards with TB lors de laquelle il pose des questions diverses à un joueur NFL, et la deuxième The Terry Awards, une cérémonie de récompenses comiques par rapport à la saison NFL. Il reste commentateur avec Howie Long pendant plus de deux décennies, devenant l'un des duos les plus connus du football américain. En 2016, le commentateur est à l'origine d'une polémique lorsqu'il indique que l'entraîneur des Steelers de Pittsburgh Mike Tomlin est une pom-pom girl de l'équipe,,. Lors du Super Bowl LI, il apparaît à l'écran avec une chemise tachée, ce qui se révèle être plus tard une publicité pour la lessive Tide,.
Il apparaît lors de la première diffusion de la NASCAR sur la Fox, réalisant un tour avec Dale Earnhardt à Daytona la nuit avant que le pilote ne se tue lors du dernier tour de Daytona 500. En 1999 et 2001, Bradshaw remporte un Emmy pour la meilleure performance pour un consultant télévisuel.

### Carrière d'acteur
Terry Bradshaw est apparu dans de nombreuses publicités télévisées. Parmi ces publicités, les plus marquantes sont celle pour les chaussures Spalding en 1979, celle avec Howie Long en 2004 pour RadioShack ou encore la publicité pour NutriSystem en 2012 indiquant que les produits de la marque l'ont aidé à perdre plus de 15 kilos. Bradshaw a fait également des apparitions dans des séries télévisées comme Tout le monde aime Raymond, Mariés, deux enfants (épisode 10 de la 10e saison) ou encore The League. Bradshaw intervient notamment dans l'épisode 4 de la saison 17 des Simpsons (deuxième partie du Simpson Horror Show XVI). Il apparaît également dans la série Malcolm avec Howie Long en tant qu'entraîneur d'une équipe féminine de hockey sur glace. Il présente en 1997 quelques épisodes d'un talk-show télévisé intitulé Home Team with Terry Bradshaw qui est rapidement abandonné.
En plus de son travail à la télévision, Terry Bradshaw apparaît dans plusieurs films. Au milieu des années 1970, il devient l'ami de  l'acteur Burt Reynolds qui lui propose des rôles notamment dans le film La Fureur du danger de 1978 dont la distribution comprend Jan-Michael Vincent et Sally Field. En 1980, il tient son propre rôle dans le film américain Tu fais pas le poids, shérif !. L'année suivante, il est présent dans le film L'Équipée du Cannonball. En 1994, il joue, dans les deux derniers épisodes de la série Brisco County, le rôle du Colonel Forrest Marchun, officier de l'armée qui doit donner des ordres à son équipe (jouée par les membres de la NFL Ken Norton, Jr., Carl Banks et Jim Harbaugh) en utilisant des formations de football américain. En 2006, Bradshaw joue le rôle du père de Matthew McConaughey dans le film Playboy à saisir. Il y apparaît nu dans une scène où son fils quitte le domicile familial. Il est également dans la distribution de la comédie Bastards qui est prévue sur les écrans de cinéma en 2016.
Pour l'ensemble de sa carrière, une étoile au Walk of Fame d'Hollywood lui est attribuée le 11 octobre 2001.

### Autres activités
En 2001, Terry Bradshaw devient copropriétaire avec Armando Fitz d'une voiture évoluant en NASCAR en deuxième division, les Busch Series, et portant le numéro 82. En mai 2003, l'United States Navy devient le sponsor principal de l'écurie FitzBradshaw Racing. Le partenariat inclut des opérations de promotion pour fidéliser et recruter de nouveaux militaires. La voiture porte sur son capot le slogan : « Accelerate Your Life ». Au cours de la saison 2004, le pilote Casey Atwood est remplacé par le débutant de l'année 2003 : David Stremme. L'US Navy prolonge son partenariat pour la saison 2005. Kerry Earnhardt, Tim Fedewa et Sterling Marlin pilotent également la voiture avant l'arrêt des activités de l'écurie en 2006.
En janvier 2019 il participe à l'émission The Masked Singer, et est éliminé lors du 3e épisode.

Opérations de Terry Bradshaw avec la Navy autour du partenariat de la voiture de NASCAR
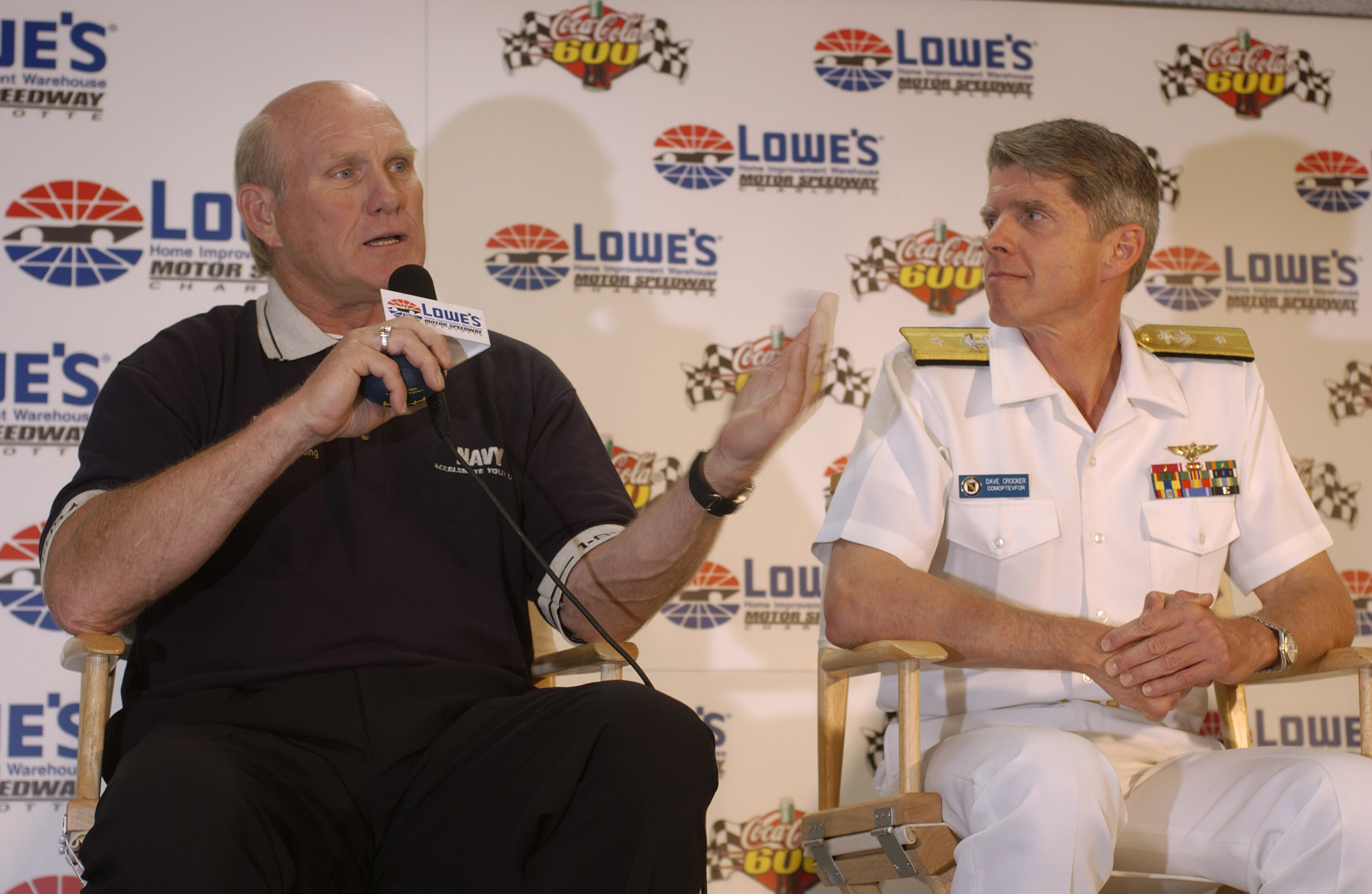
Conférence de presse pour le partenariat entre la Navy et l'écurie de Terry Bradshaw (mai 2003).
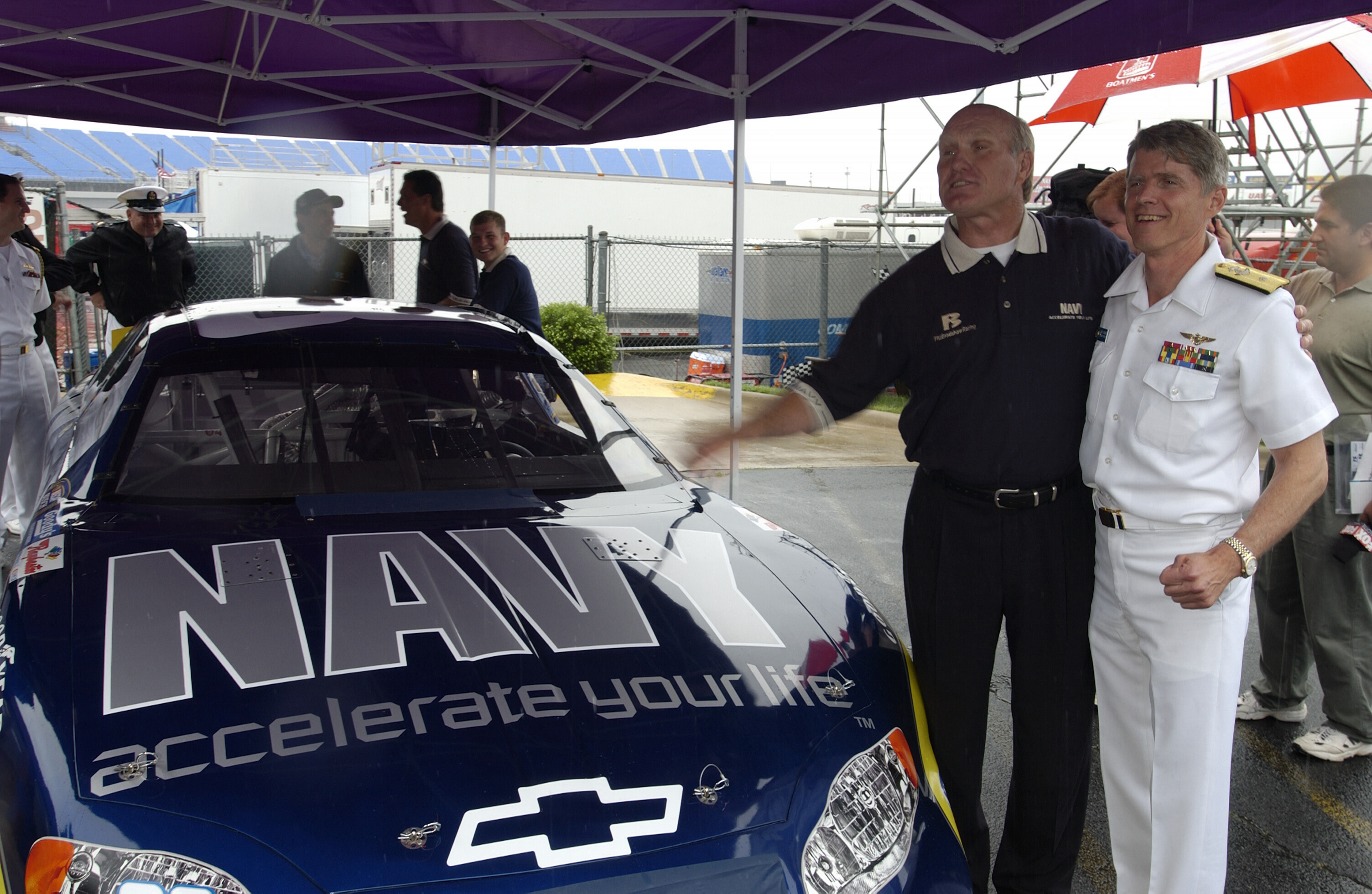
Terry Bradshaw avec le rear admiral David Crocker autour de la voiture no 82 pour ses débuts en NASCAR (mai 2003).
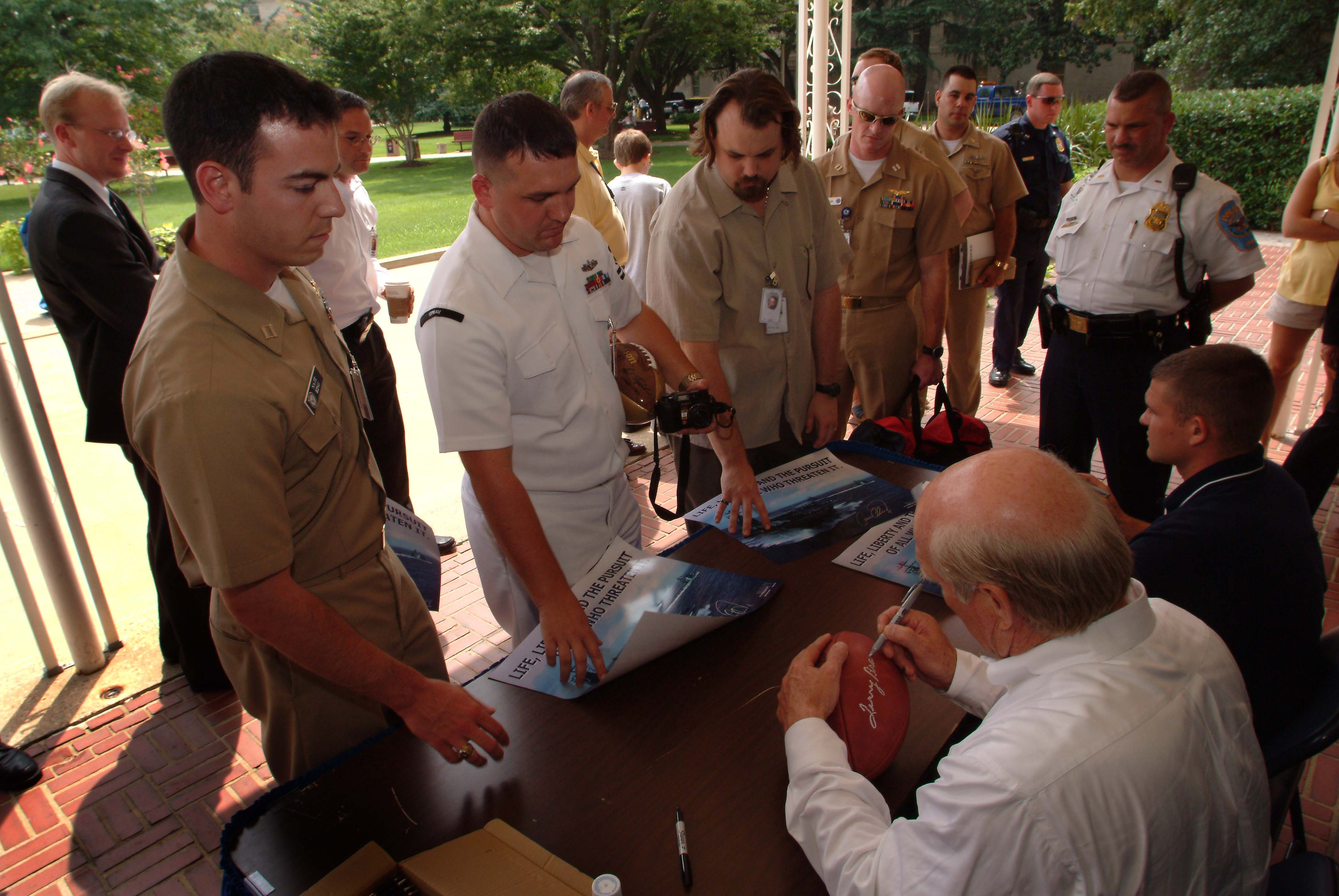
Le pilote Casey Atwood et Terry Bradshaw signent des autographes pour des militaires à Arlington (août 2003).
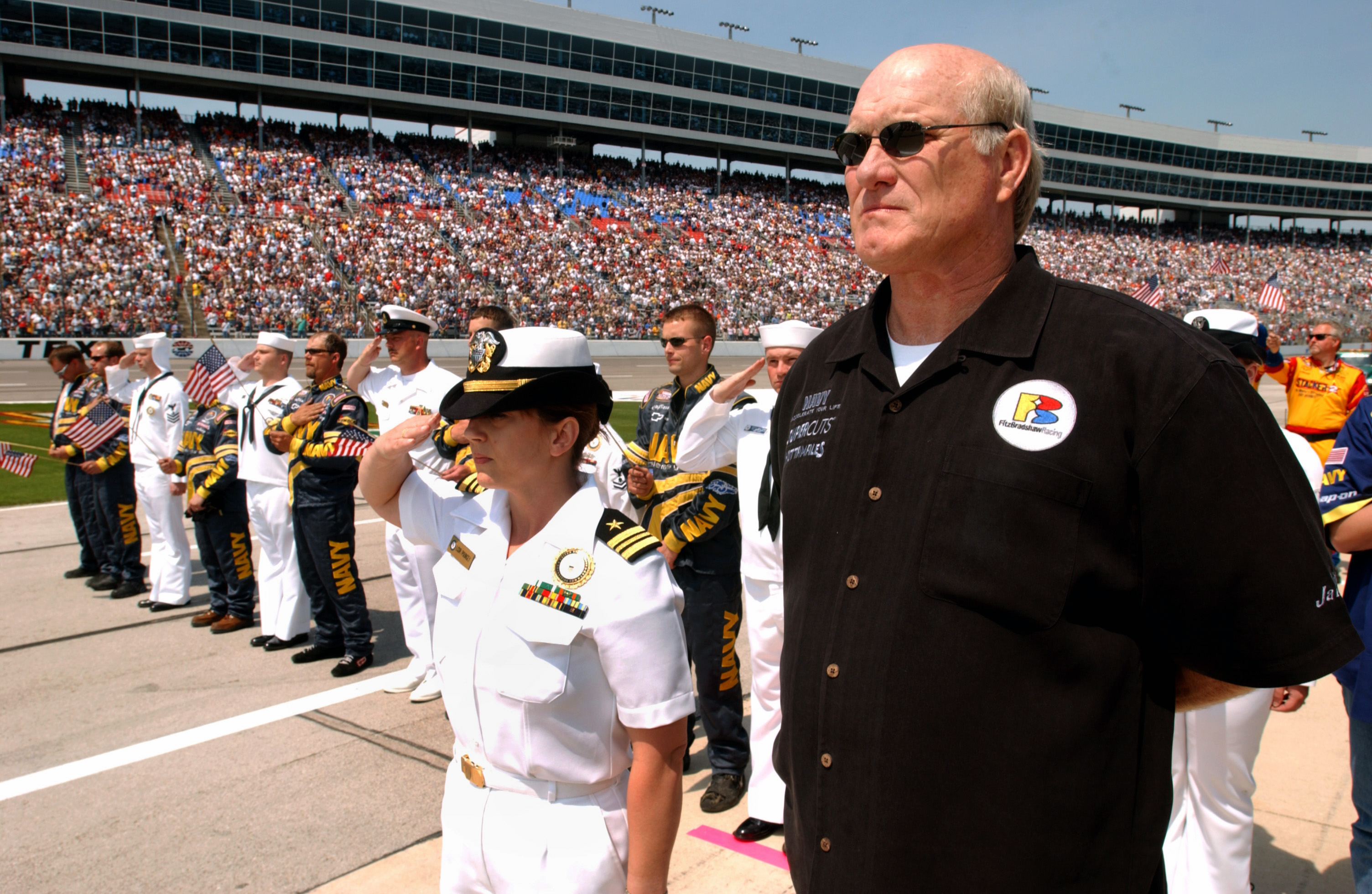
Terry Bradshaw pendant l'hymne national avant la course sur le Texas Motor Speedway (avril 2004).
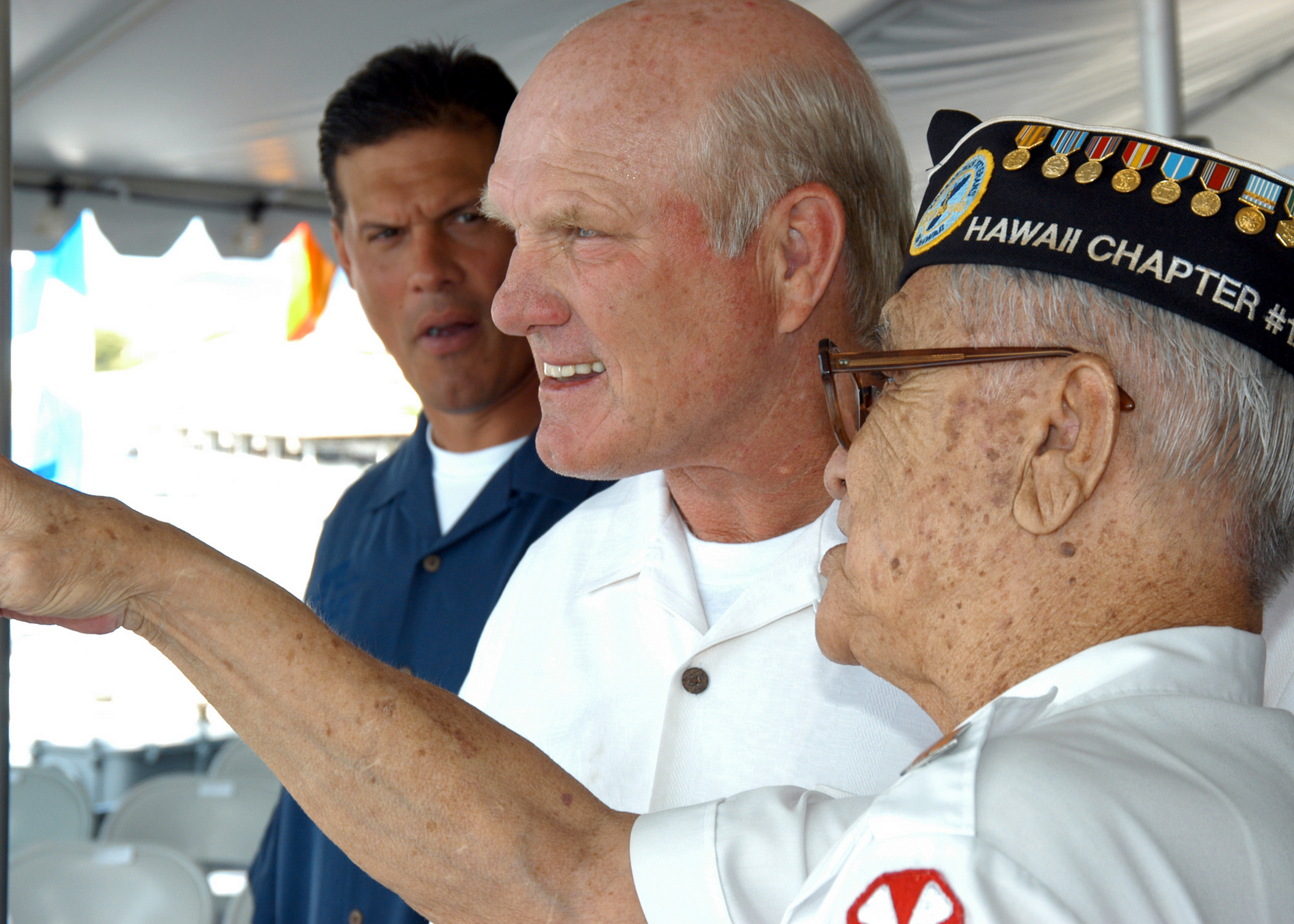
Terry Bradshaw lors d'une visite guidée de l'USS Arizona Memorial conduite par le Capitaine Michael C. Vitale (septembre 2004).
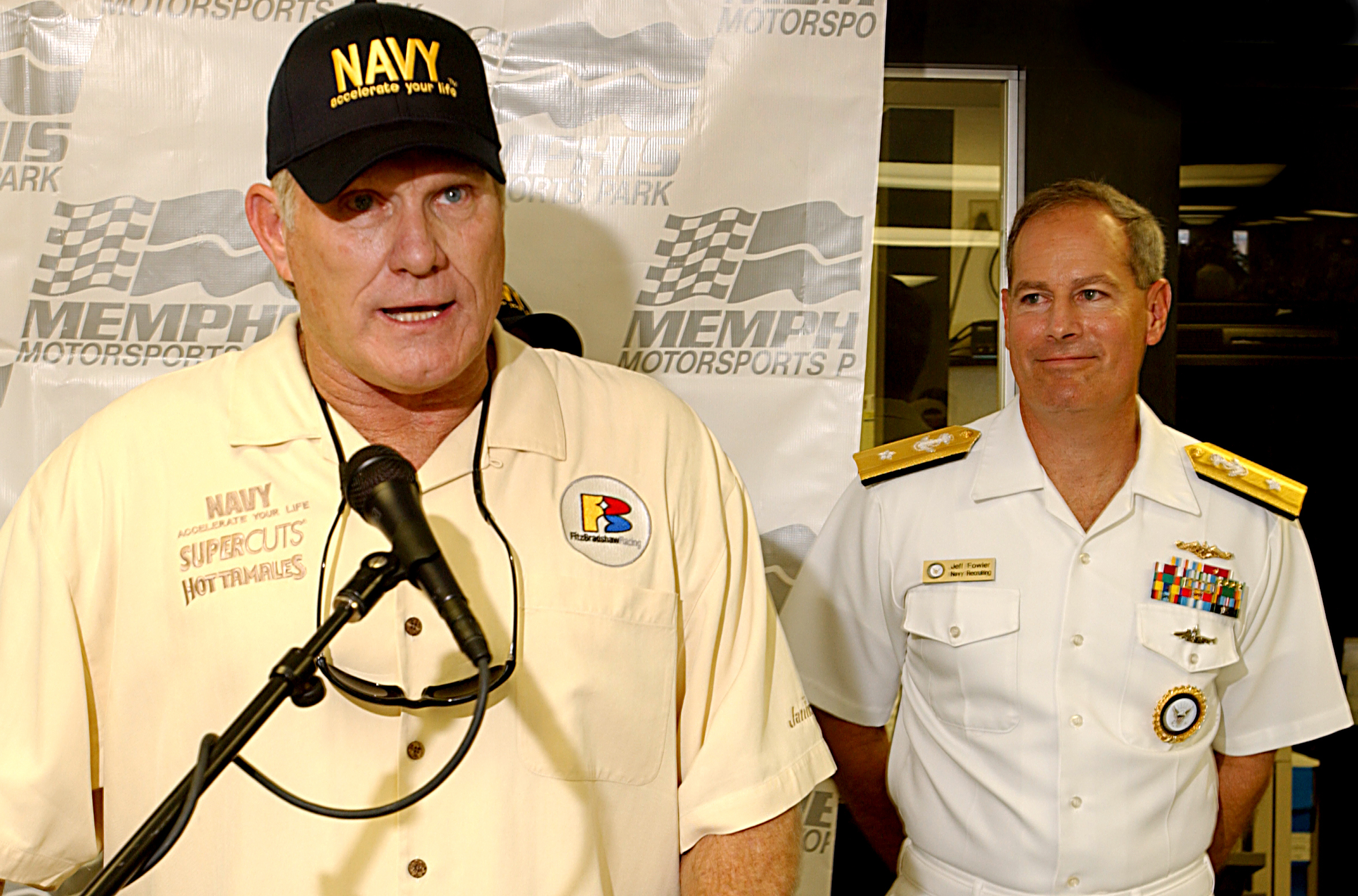
La Navy prolonge son partenariat avec l'écurie de Bradshaw lors d'une conférence de presse au Memphis Motor Sports Park (octobre 2004).
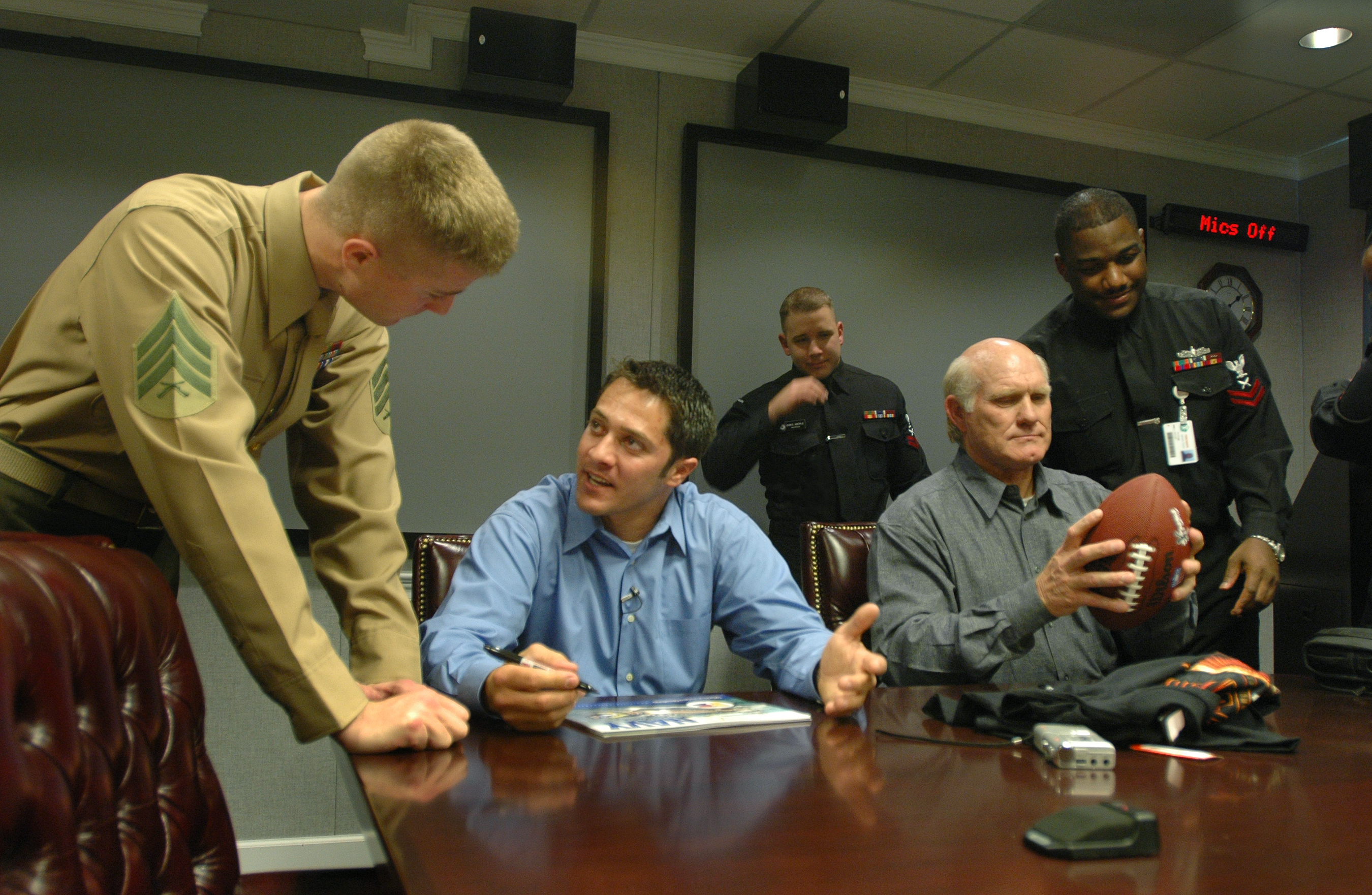
Terry Bradshaw et le pilote débutant de l'année 2003 David Stremme signent des autographes pendant leur visite au Pentagone (décembre 2004).
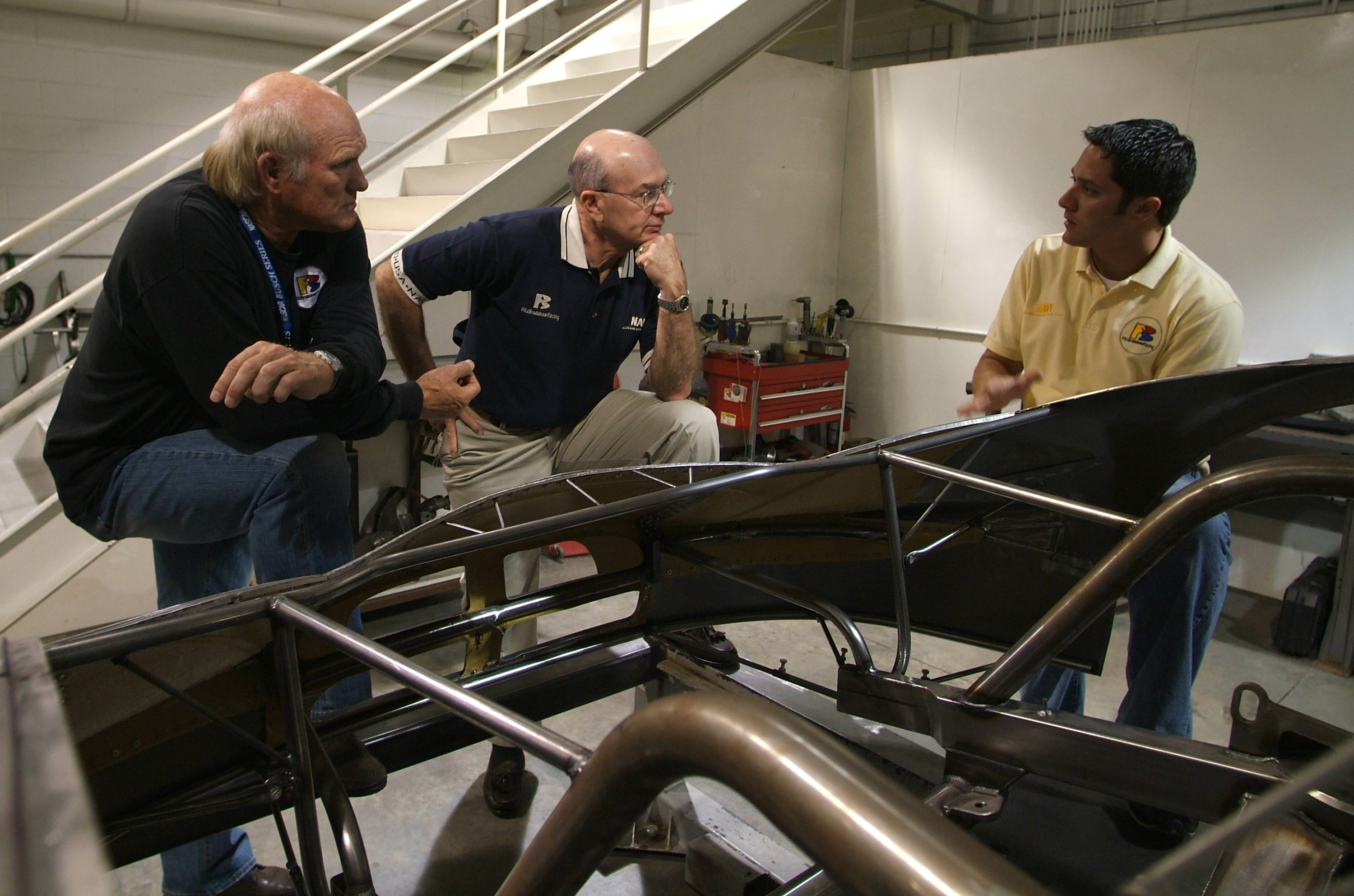
Bradshaw et David Stremme autour du châssis de la voiture no 14 de la Navy intitulée « Accelerate Your Life » (mai 2005).

## Vie privée

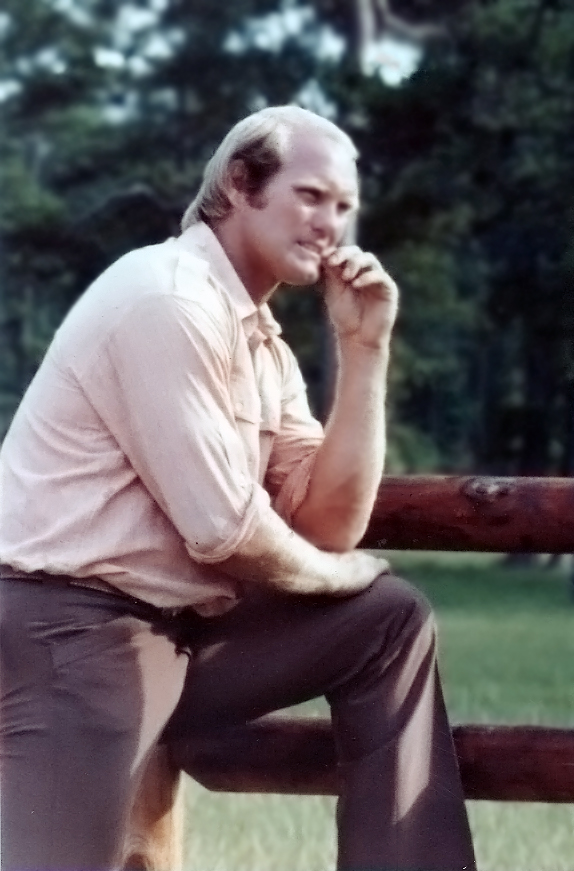
Terry Bradshaw dans son ranch de Quarter Horse en Louisiane

Terry Bradshaw s'est marié à quatre reprises. Lorsqu'il part habiter à Pittsburgh, le jeune joueur découvre les grandes villes et les attentions de femmes. Bradshaw reçoit des lettres d'admiratrices parmi lesquelles Miss Teen America, qu'il rencontre et qui lui présente une ancienne Miss Teen America, Melissa Babish, qu'il épouse en 1972. Le mariage ne dure que 18 mois. Le 6 juin 1976 à Los Angeles, Bradhshaw épouse la patineuse artistique olympique JoJo Starbuck dont il partage la foi chrétienne,,,. Starbuck se sépare du quarterback en 1983. De son mariage avec l'avocate Charla Hopkins entre 1983 et 1999, Bradshaw a deux filles Rachel et Erin. Ces trois premiers mariages se sont terminés par un divorce.
Après son troisième divorce, Bradshaw tombe en dépression,. L'ancien joueur doit faire face à des crises d'anxiété, à de l'insomnie et une perte de poids. Grâce à une thérapie et aux anti-dépresseurs, il surmonte sa dépression. Bradshaw se marie une quatrième fois le 8 juillet 2014 avec Tammy, sa compagne depuis quinze ans.
Le jeune frère de Terry Bradshaw, Craig, joue également quarterback au niveau universitaire d'abord. Il est sélectionné au 7e tour de la draft 1980 de la NFL par les Oilers de Houston pour lesquels il joue deux rencontres lors de la saison 1980 de la NFL. La fratrie Bradshaw est seulement la deuxième après les frères Sternaman en 1927 à jouer en tant que quarterback dans la National Football League et les premiers à jouer dans deux équipes adverses lors de la première rencontre de la saison des Steelers et des Oilers le 7 septembre 1980,.
Terry Bradshaw est considéré comme un soutien du Parti républicain américain. Il envisage en 2001 de devenir gouverneur de la Louisiane. En 2012, il déclare publiquement qu'il soutient Newt Gingrich à la primaire du Parti républicain pour l'élection présidentielle américaine de 2012.
En 2014, Terry Bradshaw achète une maison à Kamuela, une ville du nord de la grande île d'Hawaï, pour 1,85 million de dollars qu'il revend en janvier 2016 pour 2,7 millions de dollars.

## Statistiques

### Université
Le tableau suivant reprend les statistiques complètes de Terry Bradshaw en saison régulière au cours de sa carrière universitaire :
| Année  | Équipe                     | MJ     |         | Passes   | Passes | Passes | Passes | Passes | Passes | Passes  |       | Courses | Courses | Courses | Courses |
| Année  | Équipe                     | MJ     | Tentées | Réussies | Pct.   | Yards  | TD     | Int.   | Éval.  | Tentées | Yards | Moy.    | TD      |         |         |
| 1966   | Bulldogs de Louisiana Tech |        | 34      | 11       | 42     | 14     | 0      | 3      | 76,5   | 26      | -74   | -2,8    | 0       |         |         |
| 1967   | Bulldogs de Louisiana Tech |        | 139     | 78       | 64,9   | 981    | 3      | 10     | 108,1  | 31      | -118  | -3,8    | 0       |         |         |
| 1968   | Bulldogs de Louisiana Tech |        | 339     | 176      | 57,9   | 2 890  | 22     | 15     | 136,1  | 87      | 97    | 1,1     | 0       |         |         |
| 1969   | Bulldogs de Louisiana Tech |        | 248     | 136      | 57,9   | 2 314  | 14     | 14     | 140,6  | 77      | 177   | 2,2     | 11      |         |         |
| Totaux | Totaux                     | Totaux | 807     | 424      | 52,5   | 4 459  | 39     | 42     | 126,7  | 221     | 75    | 0,3     | 11      |         |         |

### National Football League
En 168 matchs de saison régulière en tant que joueur, Terry Bradshaw a lancé 212 passes de touchdowns et en a marqué 3 à la course. Le tableau suivant reprend les statistiques complètes de Bradshaw en saison régulière au cours de sa carrière :
| Année  | Équipe                 | MJ     |         | Passes   | Passes | Passes | Passes | Passes | Passes | Passes  |       | Courses | Courses | Courses | Courses |
| Année  | Équipe                 | MJ     | Tentées | Réussies | Pct.   | Yards  | TD     | Int.   | Éval.  | Tentées | Yards | Moy.    | TD      |         |         |
| 1970   | Steelers de Pittsburgh | 13     | 218     | 83       | 38,1   | 1 410  | 6      | 24     | 30,4   | 32      | 233   | 7,3     | 1       |         |         |
| 1971   | Steelers de Pittsburgh | 14     | 373     | 203      | 54,4   | 2 259  | 13     | 22     | 59,7   | 53      | 247   | 4,7     | 5       |         |         |
| 1972   | Steelers de Pittsburgh | 14     | 308     | 147      | 47,7   | 1 887  | 12     | 12     | 64,1   | 58      | 346   | 6       | 7       |         |         |
| 1973   | Steelers de Pittsburgh | 10     | 180     | 89       | 49,4   | 1 183  | 10     | 15     | 54,5   | 34      | 145   | 4,3     | 3       |         |         |
| 1974   | Steelers de Pittsburgh | 8      | 148     | 67       | 45,3   | 785    | 7      | 8      | 55,2   | 34      | 224   | 6,6     | 2       |         |         |
| 1975   | Steelers de Pittsburgh | 14     | 286     | 165      | 57,7   | 2 055  | 18     | 9      | 88     | 35      | 210   | 6       | 3       |         |         |
| 1976   | Steelers de Pittsburgh | 10     | 192     | 92       | 47,9   | 1 177  | 10     | 9      | 65,4   | 31      | 219   | 7,1     | 3       |         |         |
| 1977   | Steelers de Pittsburgh | 14     | 314     | 162      | 51,6   | 2 523  | 17     | 19     | 71,4   | 31      | 171   | 5,5     | 3       |         |         |
| 1978   | Steelers de Pittsburgh | 16     | 368     | 207      | 56,3   | 2 915  | 28     | 20     | 84,7   | 32      | 93    | 2,9     | 1       |         |         |
| 1979   | Steelers de Pittsburgh | 16     | 472     | 259      | 54,9   | 3 724  | 26     | 25     | 77     | 21      | 83    | 4       | 0       |         |         |
| 1980   | Steelers de Pittsburgh | 15     | 424     | 218      | 51,4   | 3 339  | 24     | 22     | 75     | 36      | 111   | 3,1     | 2       |         |         |
| 1981   | Steelers de Pittsburgh | 14     | 370     | 201      | 54,3   | 2 887  | 22     | 14     | 83,9   | 38      | 162   | 4,3     | 2       |         |         |
| 1982   | Steelers de Pittsburgh | 9      | 240     | 127      | 52,9   | 1 768  | 17     | 11     | 81,4   | 8       | 10    | 1,3     | 0       |         |         |
| 1983   | Steelers de Pittsburgh | 1      | 8       | 5        | 62,5   | 77     | 2      | 0      | 133,9  | 1       | 3     | 3       | 0       |         |         |
| Totaux | Totaux                 | Totaux | 3 901   | 2 025    | 51,9   | 27 989 | 212    | 210    | 70,9   | 444     | 2 257 | 5,1     | 32      |         |         |

En 19 matchs éliminatoires en tant que joueur, Terry Bradshaw a lancé 30 passes de touchdowns et en a marqué 3 à la course. Le tableau suivant reprend les statistiques complètes de Bradshaw en rencontress éliminatoires au cours de sa carrière :
| Année  | Équipe                 | MJ     |                    | Passes             | Passes             | Passes             | Passes             | Passes             | Passes             | Passes  |       | Courses | Courses | Courses | Courses |
| Année  | Équipe                 | MJ     | Tentées            | Réussies           | Pct.               | Yards              | TD                 | Int.               | Éval.              | Tentées | Yards | Moy.    | TD      |         |         |
| 1970   | Steelers de Pittsburgh |        | N'est pas qualifié | N'est pas qualifié | N'est pas qualifié | N'est pas qualifié | N'est pas qualifié | N'est pas qualifié | N'est pas qualifié |         |       |         |         |         |         |
| 1971   | Steelers de Pittsburgh |        | N'est pas qualifié | N'est pas qualifié | N'est pas qualifié | N'est pas qualifié | N'est pas qualifié | N'est pas qualifié | N'est pas qualifié |         |       |         |         |         |         |
| 1972   | Steelers de Pittsburgh | 2      | 35                 | 16                 | 45,7               | 255                | 2                  | 3                  | 53,9               | 4       | 24    | 6       | 0       |         |         |
| 1973   | Steelers de Pittsburgh | 1      | 25                 | 12                 | 48                 | 167                | 2                  | 3                  | 57                 | 3       | 9     | 3       | 0       |         |         |
| 1974   | Steelers de Pittsburgh | 3      | 50                 | 29                 | 58                 | 394                | 3                  | 1                  | 94,9               | 14      | 82    | 5,9     | 0       |         |         |
| 1975   | Steelers de Pittsburgh | 3      | 57                 | 32                 | 56,1               | 527                | 3                  | 5                  | 68,4               | 9       | 60    | 6,7     | 1       |         |         |
| 1976   | Steelers de Pittsburgh | 2      | 53                 | 28                 | 52,8               | 440                | 3                  | 1                  | 91,7               | 1       | 4     | 4       | 0       |         |         |
| 1977   | Steelers de Pittsburgh | 1      | 37                 | 19                 | 51,4               | 177                | 1                  | 3                  | 40                 | 4       | 21    | 5,3     | 1       |         |         |
| 1978   | Steelers de Pittsburgh | 3      | 78                 | 44                 | 56,4               | 790                | 8                  | 4                  | 104,1              | 11      | 28    | 2,5     | 0       |         |         |
| 1979   | Steelers de Pittsburgh | 3      | 82                 | 53                 | 64,6               | 758                | 6                  | 4                  | 98,5               | 4       | 34    | 8,5     | 0       |         |         |
| 1980   | Steelers de Pittsburgh |        | N'est pas qualifié | N'est pas qualifié | N'est pas qualifié | N'est pas qualifié | N'est pas qualifié | N'est pas qualifié | N'est pas qualifié |         |       |         |         |         |         |
| 1981   | Steelers de Pittsburgh |        | N'est pas qualifié | N'est pas qualifié | N'est pas qualifié | N'est pas qualifié | N'est pas qualifié | N'est pas qualifié | N'est pas qualifié |         |       |         |         |         |         |
| 1982   | Steelers de Pittsburgh | 1      | 39                 | 28                 | 71,8               | 325                | 2                  | 2                  | 92,4               | 2       | 12    | 6       | 1       |         |         |
| 1983   | Steelers de Pittsburgh |        | N'est pas qualifié | N'est pas qualifié | N'est pas qualifié | N'est pas qualifié | N'est pas qualifié | N'est pas qualifié | N'est pas qualifié |         |       |         |         |         |         |
| Totaux | Totaux                 | Totaux | 456                | 261                | 57,2               | 3 833              | 30                 | 26                 | 83                 | 52      | 274   | 5,3     | 3       |         |         |

Terry Bradshaw a remporté les quatre Super Bowls qu'il a disputé. Le tableau suivant reprend les statistiques complètes du quarterback au Super Bowl au cours de sa carrière :
| Année | Équipe                 | MJ |         | Passes   | Passes | Passes | Passes | Passes | Passes | Passes  |       | Courses | Courses | Courses | Courses |
| Année | Équipe                 | MJ | Tentées | Réussies | Pct.   | Yards  | TD     | Int.   | Éval.  | Tentées | Yards | Moy.    | TD      |         |         |
| IX    | Steelers de Pittsburgh |    | 14      | 9        | 64,3   | 96     | 1      | 0      | 108    | 5       | 33    | 6,6     | 0       |         |         |
| X     | Steelers de Pittsburgh |    | 19      | 9        | 47,4   | 209    | 2      | 0      | 122,5  | 4       | 16    | 4       | 0       |         |         |
| XIII  | Steelers de Pittsburgh |    | 30      | 17       | 56,7   | 318    | 4      | 1      | 119.2  | 2       | -5    | -2,5    | 0       |         |         |
| XIV   | Steelers de Pittsburgh |    | 21      | 14       | 66,7   | 309    | 2      | 3      | 101,9  | 3       | 9     | 3       | 0       |         |         |

## Palmarès et records
Terry Bradshaw évolue pendant toute sa carrière sous le maillot de la franchise des Steelers de Pittsburgh avec laquelle il remporte quatre Super Bowls (IX, X, XIII et XIV). Il est le premier quarterback à remporter plus de deux Super Bowls. Bradshaw est désigné meilleur joueur du match lors des Super Bowls XIII et XIV.
La saison 1978 est sa meilleure année. Désigné meilleur joueur de la saison NFL, meilleur quarterback de l'année, il mène le championnat en termes de touchdowns inscrits. Il remporte également le trophée Bert Bell. En 1979, Terry Bradshaw est également désigné sportif de l'année avec Willie Stargell par le magazine sportif Sports Illustrated.
Sélectionné trois fois pour le Pro Bowl (1975, 1978 et 1979) et quatre fois en All-Pro (1975, 1978, 1979 et 1980), il fait partie de la première équipe de l'équipe NFL de la décennie 1970 et est considéré comme l'un des meilleurs joueurs de sa décennie.
Quand il quitte le football américain en 1983, il est neuvième au classement de tous les temps avec 212 touchdowns  inscrits, 3 901 passes tentées (12e), 2 025 passes complétées (15e) et un total de 27 989 yards offensifs à la passe (13e). Il prend sa retraite en détenant les records au poste de quarterback au Super Bowl avec 9 touchdowns et 932 yards à la passe
. Les Steelers de Pittsburgh ne retirent pas le numéro 12 de Bradshaw mais il n'a plus été utilisé depuis la retraite du quarterback.
Il intègre le Louisiana Tech Athletic Hall of Fame en 1988, le Pro Football Hall of Fame en 1989, — dès sa première année d'éligibilité — puis le College Football Hall of Fame en 1996. En 2007, il est désigné dans l'équipe des meilleurs joueurs de l'histoire des Steelers de Pittsburgh.

## Style de jeu et personnalité

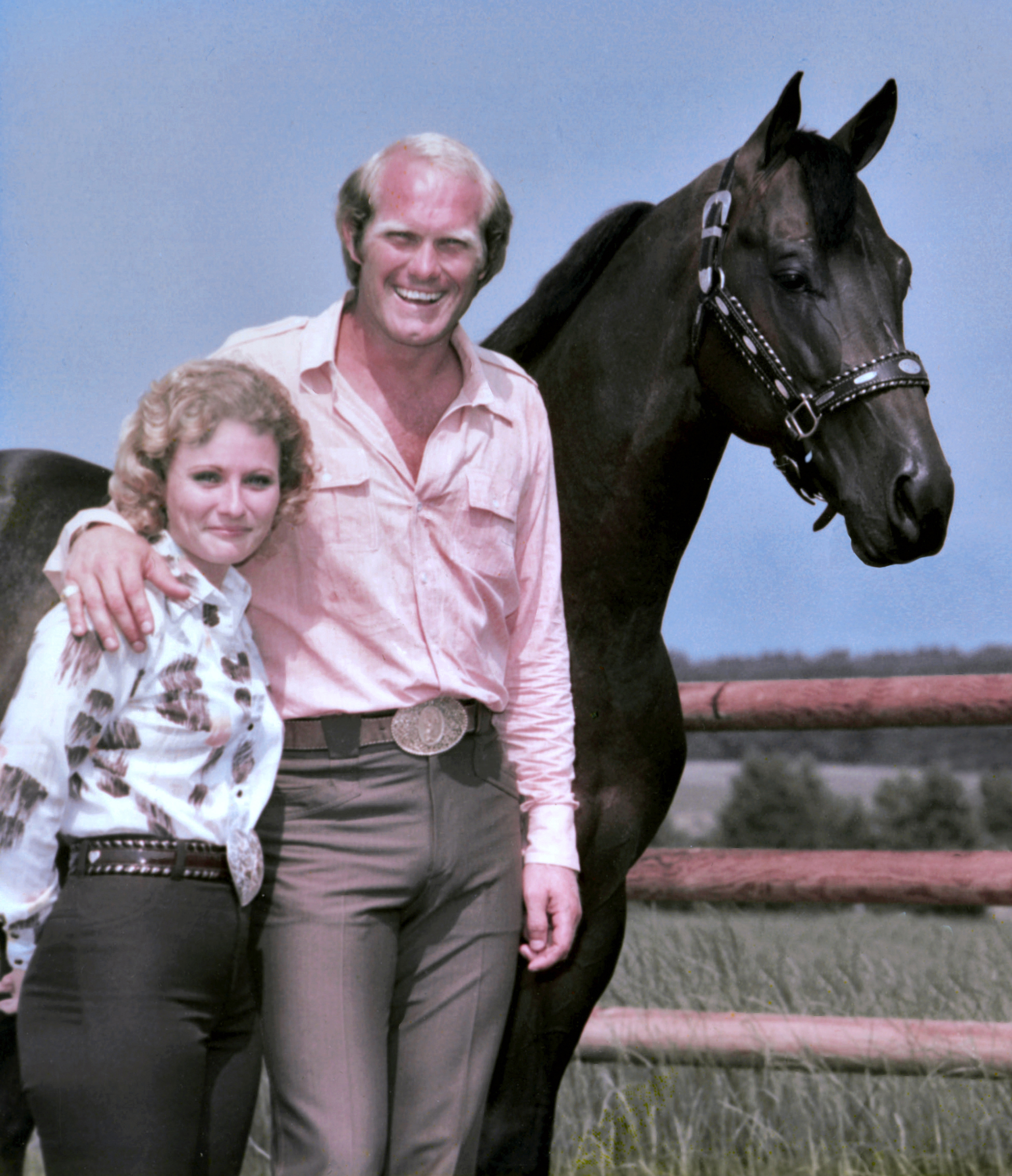
Dans son ranch en Louisiane, Terry Bradshaw pose avec la journaliste Betty Wills à l'occasion d'une entrevue en 1979.

Terry Bradshaw est un enfant du Sud des États-Unis. Il naît et grandit dans la campagne et est un cow-boy. Il est un chrétien et baptiste très croyant. Il aime la nature et particulièrement pêcher. Lorsqu'il part habiter à Pittsburgh, la différence culturelle avec ses coéquipiers est grande. Même lors qu'il mène son équipe au Super Bowl en 1984, Terry Bradshaw est associé à un comic strip américain satirique intitulé Li'l Abner qui suit les histoires d'un clan de personnages hillbilly, et notamment le personnage principal qui est naïf, simplet et crédule. Bradshaw est de plus un solitaire. Il est dépeint dans les médias comme un joueur idiot. Dans sa carrière de consultant et de commentateur sportif, il utilise son image d'idiot pour faire rire les téléspectateurs.
Terry Bradshaw est grand, blond et dégarni. Physiquement, il est puissant et fort mais mentalement, il a une personnalité sensible et un ego fragile. Sur le terrain, Bradshaw appelle la plupart des jeux offensifs de l'équipe, demandant parfois l'avis de ses coéquipiers. Il entretient une relation conflictuelle avec ses entraîneurs et notamment l'entraîneur principal Chuck Noll.
Après plusieurs années dans la National Football League, il apprend à lancer le ballon de différentes manières, mais toujours avec l'index à l'extrémité du ballon et non les lacets afin d'avoir plus de puissance. Bradshaw est connu depuis le lycée par la puissance de son bras et de ses lancers. Son style de jeu est axé sur les longs jeux avec des longues passes risquées contrairement aux passes courtes et précises.

## Bradshaw dans la culture populaire
Terry Bradshaw a écrit ou coécrit cinq livres. Il a également enregistré six albums de musique country ou de gospel. Sa reprise de « I'm So Lonesome I Could Cry » se classe à la 17e position des meilleures ventes de musique country en 1976. Deux autres musiques de Bradshaw : « The Last Word In Lonesome Is Me » et « Until You » sont également entrées dans ce classement.
| Année | Single                          | Classement | Classement             | Classement        | Album                       |
| Année | Single                          | country    | Drapeau des États-Unis | Drapeau du Canada | Album                       |
| ----- | ------------------------------- | ---------- | ---------------------- | ----------------- | --------------------------- |
| 1976  | I'm So Lonesome I Could Cry     | 17         | 91                     | 17                | I'm So Lonesome I Could Cry |
| 1976  | The Last Word in Lonesome Is Me | 90         | -                      | -                 | I'm So Lonesome I Could Cry |
| 1976  | Here Comes My Baby Back Again   | -          | -                      | -                 | I'm So Lonesome I Could Cry |
| 1980  | Until You                       | 73         | -                      | -                 | Until You                   |

Fort de ce succès musical, Terry Bradshaw sort quatre autres albums, deux en 1981 et deux autres en 1996. 
En avril 2006, Terry Bradshaw fait donation à l'université de Louisiana Tech de ses quatre bagues de Super Bowl, des bagues célébrant ses entrées au College Football Hall of Fame et au Pro Football Hall of Fame, une buste du Hall of Fame, ses quatre copies miniatures du trophée Vince-Lombardi ainsi qu'un casque et un maillot avec lesquels il a joué et remporté un Super Bowl,.
En 2012, Bradshaw déclare dans l'émission The Tonight Show de Jay Leno : « Si j'avais un fils aujourd'hui, et je peux dire cela devant cette audience et notre téléspectateurs, je ne le laisserai pas jouer au football américain »,. Malgré ces six traumatismes crâniens, il ne s'associe pas à la plainte des anciens joueurs contre la National Football League,.

### Citations originales
1. ↑  (en) « I like being with a looser because I'll play sooner ».
2. ↑  (en) « I have had three years now. One year of frustration, one where I've learned to pass and one of learning how to run. Maybe next year I can learn to do them all together. Then maybe I'll be able to drive them all crazy ».
3. ↑  (en) « He [Bradshaw] is so dumb, he couldn't spell 'cat' if you spotted him the C and the T ».
4. ↑  (en) « It's not a one-year retirement. It's forever. I regret it, but it's got to be done ».
5. ↑  (en) « Terry was a great player and a rare talent. His enthusiasm and confidence were big factors in our success ».
6. ↑  (en) « If I had a son today, and I would say this to all our audience and our viewers out there, I would not let him play football ».